# Зосик, Анатолий Ильич
Анатолий Ильич Зосик (15 ноября 1924, Брестская область — 14 мая 2003, Москва) — командир стрелкового отделения 1026-го стрелкового полка 260-й стрелковой дивизии 47-й армии, сержант, полный кавалер Ордена Славы.

## Биография
Родился 15 ноября 1924 года в деревне Гурка (ныне Закозель) Дрогичинского района Брестской области Белоруссии. Белорус. Окончил 8 классов школы. Трудился в колхозе. В армии с марта 1944 года.
Участник Великой Отечественной войны с марта 1944 года в должности стрелка 1026-го стрелкового полка. Участвовал в освобождении Белоруссии и Польши, в боях на территории Германии. Войну закончил командиром взвода.
Стрелок 1026-го стрелкового полка красноармеец А. И. 3осик 2 августа 1944 года при отражении контратаки противника в районе города Миньск-Мазовецки в критический момент боя, когда кончались боеприпасы, под огнём доставил ящик патронов, что помогло подразделению выполнить боевую задачу. Приказом № 016 от 21 августа 1944 года по 260-й стрелковой дивизии красноармеец Зосик Анатолий Ильич награждён орденом Славы 3-й степени.
В марте 1945 года красноармеец А. И.3осик в 9-и километрах южнее города Штеттин первым поднял отделение в атаку, ворвался в траншею, лично уничтожил 8 вражеских солдат. 13 апреля 1945 года награждён орденом Славы 3-й степени. Указом Президиума Верховного Совета СССР от 31 марта 1956 года перенаграждён орденом Славы 2-й степени.
Командир стрелкового отделения 1026-го стрелкового полка сержант А. И. 3осик 17 марта 1945 года в бою южнее города Штеттин умело командовал отделением, первым ворвался в расположение противника, гранатами и из автомата поразил до 10 противников и одного захватил в плен. 6 апреля 1945 года награждён орденом Славы 3-й степени. Указом Президиума Верховного Совета СССР от 31 марта 1956 года перенаграждён орденом Славы 1-й степени.
В октябре 1945 года старшина А. И. 3осик демобилизован. Служил в линейном отделении транспортной милиции железнодорожной станции Брест. С 1975 года старшина милиции А. И. Зосик — в запасе. Жил в городе Брест. До 1985 года работал в воинской части. Участник Парада Победы в Москве 1995 года. Умер 14 мая 2003 года.

## Награды
За боевые и трудовые успехи был награждён:
- Орден Красной Звезды (11.02.1985)
- Орден Славы I степени (31.03.1956)
- Орден Славы II степени (31.03.1956)
- Орден Славы III степени (21.08.1944)
- Орден Отечественной войны I степени (11.03.1985)
- Орден «За службу Родине» III степени (15.04.1999)[2].
- Медалями.